# Campanulina paucilaminosa
Campanulina paucilaminosa is een hydroïdpoliep uit de familie Campanulinidae. De poliep komt uit het geslacht Campanulina. Campanulina paucilaminosa werd in 1940 voor het eerst wetenschappelijk beschreven door Billard. 